# Fifth Harmony
Fifth Harmony (també 5th Harmony o 5H i anteriorment LYLAS i més tard 1432) és un grup de noies nord-americà format en la segona temporada de The X Factor USA. El grup està format per Ally Brooke Hernandez, Normani Hamilton, Dinah Jane Hansen, i Lauren Jauregui. Van signar un contracte amb Syco Music, propietat de Simon Cowell, i Epic Records, el segell discogràfic de LA Reid, després d'acabar en tercer lloc darrere de Tate Stevens i Carly Rose Sonenclar en el xou.
Fifth Harmony va guanyar el premi MTV Artist To Watch en els 2014 MTV Video Music Awards. El 2014, Fifth Harmony van ser etiquetades com el concursant #1 més 'influent' del X Factor USA concursant de tots els temps per la revista FoxWeekly.
El seu debut EP, 'Better Together' va ser llançat en 2013 i va debutar amb la posició número 6 en la primera setmana al Billboard 200. El seu primer àlbum d'estudi, 'Reflection' va sortir a la venda el 3 de febrer.

## Carrera

### 2012: Formació iThe X Factor
Fifth Harmony o 5H està format per cinc cantants (Ally Brooke, Normani Kordei, Lauren Jauregui, Camila Cabello i Dinah Jane Hansen) que es van presentar com a solistes a les audicions de la segona temporada de The X Factor USA. Van provar èxit com a solistes, però no van aconseguir progressar individualment. Posteriorment Simon Cowell i la resta de jurat, format per Demi Lovato, Britney Spears i LA Reid les van formar com un grup al final del 'bootcamp', classificant-se així per a la categoria Grups. Durant l'etapa de les Cases dels jutges, el grup va cantar Impossible de Shontelle i van ser seleccionades per a les gales en directe.
En els seus inicis, el grup es deia LYLAS (Love You Like a Sister), però un altre grup anomenat The Lylas (compost per les quatre germanes de Bruno Mars) van acusar que el concurs els robava el nom. Va ser llavors quan LYLAS (Fifth Harmony) canviar el seu nom a 1432 (I Love You Too), anunciant-ho el 31 d'octubre durant la primera gala en directe, en què van interpretar We Are Never Ever Getting Back Together de Taylor Swift. Simon Cowell i el seu company del jurat L.A. Reid van ser molt crítics amb el nou nom, així que Simon els va suggerir canviar de nou. A la primera gala de resultats de l'1 de novembre, es van enfrontar contra Sister C amb el tema Skyscraper de Demi Lovato. Simon va decidir salvar i enviar a 1432 al Top 12 i va anunciar que el nou nom seria elegit pels espectadors. El nom triat pel públic, Fifth Harmony, va ser anunciat en la segona gala en directe del 7 de novembre, gala en què les cançons havien de pertànyer a la BSO d'una pel·lícula, així que la primera actuació com a Fifth Harmony va ser amb el tema A Thousand Years de Christina Perri, pertanyent a la La Saga Crepuscle: Alba - Part 2.
En la tercera gala en directe van cantar Hero de Mariah Carey i van quedar en el lloc número sis. En la quarta gala van cantar I'll stand by you de The Pretenders, aconseguint el setè lloc de la setmana. Poc abans de la cinquena gala, l'avi d'Ally va morir. A causa d'aquesta situació, les noies van actuar amb la cançó Stronger de Kelly Clarkson per recolzar a l'Ally i la seva família. En aquesta gala van quedar en quarta posició. Durant la sisena setmana de concurs, l'Ally va assistir al funeral del seu avi, pel que va faltar a alguns assajos d'aquella setmana. Fifth Harmony va cantar dues cançons: Set Fire To The Rain d'Adele i Give Your Heart a Break de Demi Lovato. En els resultats d'aquesta setmana, van quedar nominades pels vots del públic contra Diamond White, i van cantar Anytime You Need a Friend de Mariah Carey, salvant-se i arribant, per tant, a la semifinal.
En l'etapa de semifinals de l'espectacle, van actuar Anything Could Happen d'Ellie Goulding, i Impossible de Shontelle (per segona vegada durant la competició). La seva interpretació de Anything Could Happen va ser digne d'una final segons paraules de LA Reid i descrita com màgica per Britney Spears. [6] La seva interpretació de Impossible va rebre crítiques majoritàriament negatives pels jutges perquè el grup havia prèviament realitzat la cançó a la casa de Simon Cowell (encara que no en l'escenari del concert de X Factor). Tres membres del grup (Camila, Lauren, i Ally) va cantar parts de la cançó en espanyol amb fluïdesa, ja que tenen família cubana i/o mexicana i la Camila va néixer a Cuba, on s'hi va estar fins als 6 anys. La següent nit, amb els vots del públic, Fifth Harmony va arribar a la final (Top 3) amb Tate Stevens i Carly Rose Sonenclar. En el show Top 3 en directe van cantar Anything Could Happen d'Ellie Goulding per segona vegada com la seva Cançó de la sèrie . La seva segona cançó va ser un duet amb la jutge de X Factor Demi Lovato cantant Give Your Heart a Break. La seva última cançó de la nit va ser Let It Be de The Beatles, considerada com la seva cançó que valia $5.000.000 -diners que aconseguiria el guanyador. Després de la primera ronda de les finals no van rebre prou vots del públic per passar al Top 2, i van acabar en tercer lloc el 20 de desembre de 2012.

#### Actuacions enThe X Factor
Fifth Harmony (anteriorment LYLAS i 1432) va cantar les següents
cançóns en The X Factor:
| Les actuacions en The X Factor |
| ------------------------------ |

### 2013:Better Togetheri covers
Aproximadament un mes després de la final de la segona temporada
de The X Factor, el 14 de gener de 2013, Fifth Harmony va ser votada com la Propera Super Estrella del 2013 per la revista Popdust, superant, Austin Mahone, Union J i Timeflies.
Tres dies després, el 17 de gener, el grup va signar amb Epic Records i Syco Music i el 16 de febrer, van començar a treballar en el seu primer EP i àlbum. En l'EP treballa el multi-platí Julian Bunetta (One Direction, Boyz II Men, Flo Rida, Natasha Bedingfield, Lleona Lewis). Mentre gravaven en estudi, el grup també va gravar i va llançar a través de YouTube diversos covers notables, entre ells Thinkin Bout You de Frank Ocean, American de Llana Del Rey, Lego House d'Ed Sheeran, Stay de Rihanna featuring Mikky Ekko, Xarxa de Taylor Swift, i Honeymoon Avenue d'Ariana Gran. Tres d'aquests covers
rebre elogis públics dels artistes originals, és a dir, Ed Sheeran, Ariana Grande i Mikky Ekko. Fifth Harmony també va actuar en l'EP de 2013 Cover Collaborations, Volume 2 de Boyce Avenue, cantant les covers de Mirrors de Justin Timberlake i When I Was Your Man de Bruno Mars.
El 9 de
setembre de 2013, el grup anuncia el títol del seu EP debut, Better Together, que serà llançat el 22 d'octubre de 2013. El grup també
llançarà una versió en espanyol i versions en acústiques de l'EP. El primer single de Better Together és «Miss Movin 'On», que va debutar en el número 85 de la llista Billboard Hot 100 en la seva primera setmana de llançament, fent de Fifth Harmony les primeres artistes de The X Factor EUA a aparèixer en la llista Billboard Hot 100. El grup va interpretar el senzill per primera vegada en televisió el 18 de juliol de 2013, al Today Show a New York. Durant els tres primers dies de vida del vídeo musical a VEVO, aquest va acumular més d'un milió de visites. Al juny Miss Movin 'On va ser certificat or als EUA per RIAA.
El single
promocional Me & My Girls va ser llançat exclusivament per Ràdio Disney el 13 de juliol de 2013 a la seva versió censurada i pujat al compte oficial a VEVO de Fifth Harmony el 18 de juliol en la seva versió normal. La banda també va interpretar aquest tema al programa de televisió The Today Show el 18 de juliol de 2013. El vídeo musical de Me & My Girls va ser estrenat el 24 d'agost de 2013 a Disney Channel en versió
censurada; i la versió alternativa i completa del vídeo va ser
estrenada a la pàgina oficial de VEVO de la banda a Youtube el 25 agost 2013.
El 15 juliol 2013 Ràdio Disney va anunciar que
les noies serien les primeres artistes a actuar en la versió
reformada del programa de televisió The Next Big Thing, on narren en
forma de crònica dels inicis dels artistes fins a esdevenir la
següent sensació musical del moment, sent transmès tant a Disney
Channel, Ràdio Disney, com també a la pàgina web oficial del canal
i també mitjançant les xarxes socials, a més de les presentacions
en directe a Ràdio Disney.
Al llarg dels mesos de juliol i agost de 2013, el grup va actuar en diversos centres comercials dels
Estats Units en una gira titulada Harmonize America.19 El 5 d'agost de 2013 el grup va celebrar el seu primer aniversari amb la
presentació de cinc actuacions a la ciutat de Nova York. Les
presentacions dins de la ciutat van incloure llocs emblemàtics com
el iheartradio Theater i el Madison Square Park.
El grup va ser anunciat com un dels teloners per a la nova gira musical de la
cantant britànica Cher Lloyd, I Wish Tour, que va començar el 6 de septiembre.
L'11 de setembre la banda va
anunciar que la seva primera gira de concerts seria Fifth Harmony 2013, actuant tant al Canadà com als Estats Units, seus teloners van ser la banda d'indie pop AJR.
El grup va fer una aparició especial en els Teen Choice Awards 2013 acompanyades de
Demi Lovato per fer lliurament del premi Inspiració Acuvue a Nick Jonas. El 10 d'octubre s'anuncia que Fifth Harmony actuarà a la catifa vermella dels American Music Awards el 24 de novembre de 2013. L'actuació va ser una presentació en acústic de la cançó Better Together.
El 4 de novembre llancen la portada del nou EP Junts, la versió en espanyol de l'EP Better Together. La portada de la versió acústica en espanyol també va ser revelada. Tots dos EP's van ser llançats el 8 de novembre, debutant en el número 2 i 12 respectivament en la llista Billboard Top Latin Albums. La versió acústica en anglès va ser llançada el 15 de novembre i la versió de remixes el dia 25 de novembre.
Durant el mes de desembre del 2013 van ser part del 2013 Jingle Ball Tour, en el qual també van ser artistes com Ariana Gran, Robin Thicke, Selena Gomez o Miley Cyrus entre d'altres. Aquest tour va passar per Dallas, Philadelphia, Los Angeles, Seattle, Chicago, Minneapolis, Atlanta, Nova York, Boston, Washington DC, Tampa i Miami. Fifth Harmony acudir als dotze shows cantant un mash-up de Miss Movin 'On, Better Togetheri Me & My Girls. A més van fer una cover d'un popular nadala
estadounidense.

### 2014: àlbum debut: Reflection i tours
Durant una entrevista a MTV, el grup va confirmar que el seu primer àlbum seria llançat per a principis de 2014 a causa de l'èxit de l'EP Better Together, que va debutar al número 6 de la llista Billboard 200 i en el número 2 d'iTunes USA.
El 23 de gener, Fifth Harmony es va presentar al MTV Artist to Watch, un concert anual que presenta artistes d'èxit que seran promocionats
per MTV durant l'any.
El 30 de setembre de 2013, Demi Lovato anuncia al programa de ràdio de Ryan Seacrest, On Air with Ryan Seacrest, que Fifth Harmony serien teloneres en la seva nova gira titulada Neon Lights Tour, en la qual actuarà en 29 llocs de tota Norteamérica. El tour va començar el 9 de febrer de 2014 i Fifth Harmony va actuar en 28 dels 29 concerts que hi va haver a Amèrica del Nord. Com a part del tracklist, el grup va actuar amb
cançons del seu EP Better Together i amb un cover de Destiny's Child: Independent Women. Mentre estaven de tour amb Lovato, Fifth Harmony treballava en altres projectes. A part dels concerts del Neon Lights Tour, el grup va fer el seu segon tour oficial, The Worst Kept Secret Tour, apareixent en teatres i auditoris de Califòrnia, Florida, Nova York i Wisconsin. Al març, el grup va visitar l'aclamat cor escolar PS22 Chorus. Junts van cantar Miss Movin 'On i Who Are You, cançons de l'EP debut Better Together.
A principis de 2014, el grup va començar el procés d'enregistrament del seu àlbum debut. En una entrevista a Billboard van revelar que un cop acabada la seva participació en el Neon Lights Tour reprendrien la gravació del disc per llançar-a
mitjans o finals del 2014. Sobre les noves cançons ja gravades,
algunes membres del grup han dit que és un so més madur i que hi ha més rhythmic, laidback i menys pop .
El
31 de març, Fifth Harmony va revelar que el seu primer gira es diria 5th Times a Charm Tour. Hi actuaran als Estats Units i Canadà i, per primera vegada, faran un concert internacional. Puerto Rico va ser el lloc triat.
El 5 juliol 2014 la banda estrena el primer senzill del que serà el seu proper àlbum mitjançant Saturday Night Online i la pàgina oficial de MTV, el senzill té per nom BO$$. El 7 de juliol del 2014 s'estrena el vídeo del mateix
en el compte oficial de Fifth Harmony en Vevo. El 12 d'agost de 2014 el grup va revelar la portada del seu pròxim primer àlbum d'estudi, que serà llançat en estats units a la tardor i tindrà per nom Reflection. El 24 d'agost es van realitzar els Video Music Awards on van interpretar «Boss» en la prèvia del xou i van guanyar el premi Artist To Watch per «Miss Movin 'On».

### 2014–2015:reflexiói avenç
El 23 de gener de 2014, Fifth Harmony va encapçalar el concert MTV Artists To Watch, un concert anual que mostra artistes destacats que seran promocionats per MTV durant l'any. El concert també va comptar amb les actuacions de Tori Kelly, Rixton, Echosmith i Jake Miller. A principis del 2014, Fifth Harmony va confirmar informes que havien començat la gravació del seu àlbum debut de llarga durada amb els productors discogràfics Julian Bunetta, Daylight, Joe London i el compositor multiinstrumentista Ricky Reed. El grup va afirmar que l'àlbum és menys pop, més rítmic i té un so més madur que Better Together. La quarta gira promocional de Fifth Harmony es va revelar a finals de març de 2014, titulada Fifth Times a Charm Tour, amb dates a Puerto Rico i als Estats Units.
El senzill principal de l'àlbum, Boss, va ser llançat el 7 de juliol de 2014, va assolir el número 43 de la llista Billboard Hot 100 amb unes vendes a la primera setmana de 75.000, i va rebre una certificació de platí pels Estats Units per vendre un milió de descàrregues digitals. i rierols combinats. El segon senzill de Reflection, Sledgehammer, escrit per Meghan Trainor, va ser llançat el 28 d'octubre de 2014 i es va convertir en la primera entrada del grup entre els 40 millors al Billboard Hot 100, i també va ser certificat platí als Estats Units. El 4 de desembre de 2014, el grup va ser convidat a cantar a la Casa Blanca per al National Christmas Tree Lighting, on van interpretar una versió de l'èxit de la cançó de Nadal de Mariah Carey, All I Want for Christmas Is You. Billboard va anunciar que un representant d'Epic Records havia confirmat que el llançament de l'àlbum es va traslladar del 16 de desembre de 2014 al 27 de gener de 2015.

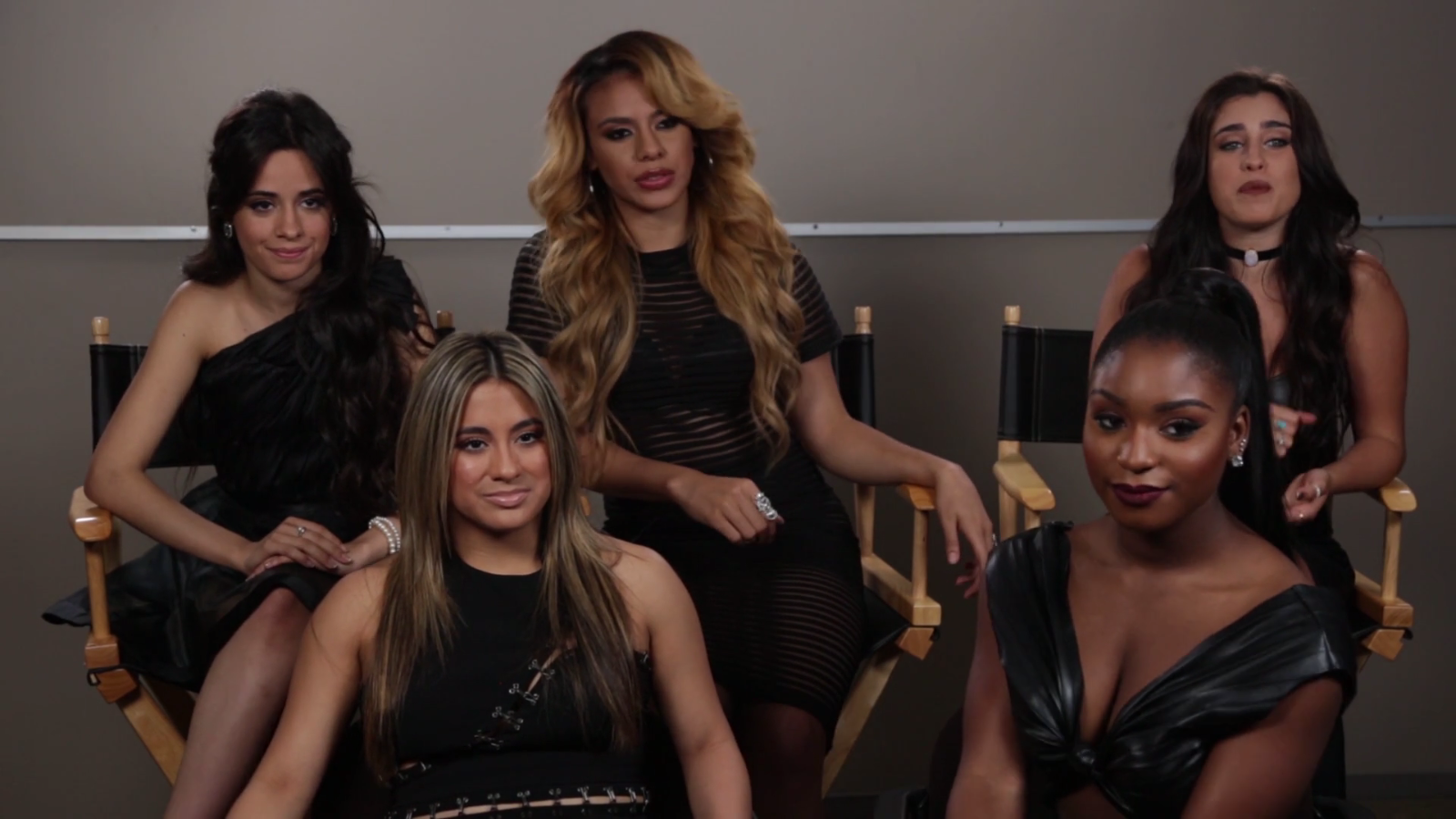
Fifth Harmony va ser entrevistat per Vevo el 2015

El seu àlbum d'estudi debut, Reflection es va publicar finalment el 3 de febrer de 2015. Després d'una setmana sencera de vendes, l'àlbum va entrar al Billboard 200 al número cinc amb 80.000 unitats (amb 62.000 procedents de vendes d'àlbums tradicionals) i finalment va ser certificat Or per la Recording Industry Association of America el febrer de 2016. El tercer senzill de l'àlbum, Worth It, amb el raper nord-americà Kid Ink, va ser llançat el 2 de març de 2015 i es va convertir en el senzill més reeixit del grup en aquell moment, arribant al número 12 del Billboard Hot 100, aconseguint al grup una certificació de triple platí. La cançó es va situar entre els deu primers en tretze països i va rebre certificacions de dotze. L'èxit de Worth It es va veure afectat en gran manera amb les actuacions televisades al final de temporada de Dancing with the Stars i la seva aparició a última hora de la nit a Jimmy Kimmel Live el 18 de juny de 2015, al costat de Kid Ink per primera vegada. L'àlbum va comptar amb el suport de la primera gira important del grup, el Reflection Tour, que va visitar 63 ciutats d'Amèrica del Nord i 6 ciutats d'Europa Fifth Harmony va tornar a la Casa Blanca el 6 d'abril de 2015 per actuar a la celebració anual, on van cantar Happy Birthday com a part del cinquè aniversari de la iniciativa Let's Move de la primera dama Michelle Obama.
Més tard aquell any, el grup va llançar I'm in Love with a Monster el 25 de setembre de 2015, una cançó per a la pel·lícula Hotel Transylvania 2 que es va incloure al tràiler i també a la pel·lícula. L'11 de desembre de 2015, Fifth Harmony va rebre el premi al Grup de l'Any a la cerimònia Billboard Women in Music 2015, en homenatge a les dones més influents de la indústria. De manera crítica, Reflection va aterrar a diverses llistes de mitjans i finals d'any, incloent Rolling Stone i Complex, que van classificar l'àlbum al 39 i 9 en la categoria exclusivament pop, respectivament. Diversos crítics van assenyalar l'experimentació del grup amb el hip-hop grungy i el R&B retro que abans no s'escoltava a la seva obra ampliada.

### 2015–2016:27/7i sortida de Cabello
El 23 de setembre de 2015, el grup va anunciar que havien començat a gravar el seu segon àlbum d'estudi. Després d'una pausa hivernal, es va anunciar el 25 de febrer de 2016 que Fifth Harmony llançaria el seu segon àlbum d'estudi 7/27 el 20 de maig de 2016. L'àlbum porta el nom del dia que es van formar a The X Factor. Més tard es va anunciar que el llançament de l'àlbum s'havia retardat una setmana fins al 27 de maig per mantenir el tema de l'àlbum, 27. El senzill principal, Work from Home, que compta amb el cantant nord-americà Ty Dolla Sign, va ser llançat el 26 de febrer de 2016, juntament amb el seu vídeo musical. El senzill va assolir el número quatre del Billboard Hot 100 i es va convertir en el senzill més alt del grup als Estats Units, alhora que va arribar al top 10 en vint-i-dos països més. El senzill també es va convertir en el primer top-5 per a un grup totalment femení en gairebé una dècada, després de la cançó de The Pussycat Dolls, Buttons, que va assolir el número tres.
7/27 es va publicar el 27 de maig de 2016, debutant al número quatre del Billboard 200 amb 74.000 unitats equivalents a àlbums (49.000 en vendes d'àlbums purs), convertint-se en l'àlbum amb més èxit del grup fins ara. L'àlbum també va marcar el debut del grup al Japó i Corea del Sud, alhora que va gestionar els deu primers cims en quinze països més. El tema All in My Head (Flex) es va publicar el 31 de maig de 2016, com el segon senzill de l'àlbum. La cançó interpola el senzill Flex de Mad Cobra de 1995 i va ser coescrita pels cinc membres. L'àlbum va comptar amb el suport de The 7/27 Tour que va començar el 22 de juny de 2016 a Lima, Perú, visitant Amèrica del Sud, Amèrica del Nord i Europa amb els artistes de suport Victoria Monét i JoJo. El grup va guanyar dos MTV Video Music Awards per Work from Home i All in My Head (Flex) i va ser nomenat per Billboard com les estrelles joves més populars menors de 21 anys el 2016. Van interpretar el seu tercer senzill That's My Girl als American Music Awards i van guanyar el seu primer premi d'aquest espectacle en la categoria de Col·laboració de l'Any per Work from Home. Al novembre de 2016, l'àlbum s'havia venut 1,6 milions d'unitats equivalents, que incloïen vendes, streaming i consum de cançons d'àlbums. L'última actuació del grup el 2016 i com a quintet va ser a l'anteriorment gravat Dick Clark's New Year's Rockin' Eve, durant el qual van interpretar Worth It, Work from Home i That's My Girl. El 18 de desembre de 2016, el grup va anunciar que Cabello havia abandonat el grup i que els quatre membres restants continuarien com a grup de música.

### 2017–2018:Fifth Harmonyi pausa
El grup va fer la seva primera aparició des de la marxa de Cabello als 43è People's Choice Awards el 17 de gener de 2017. Allà, van interpretar una versió editada de Work from Home i van guanyar el premi al Grup Favorit per segon any consecutiu. El 29 de maig, el grup va anunciar el seu nou senzill, Down, amb la veu convidada del raper Gucci Mane. La cançó va ser llançada el 2 de juny i va arribar al número 42 del Billboard Hot 100. El 24 de juliol, durant una aparició a The Tonight Show Starring Jimmy Fallon, el grup va anunciar que el seu tercer àlbum d'estudi es titularia Fifth Harmony. L'àlbum va ser llançat el 25 d'agost i va debutar al número quatre del Billboard 200. Les noies van actuar als MTV Video Music Awards 2017, on van començar amb el senzill promocional Angel, abans de passar a Down amb Mane. El 9 d'agost van anunciar que s'embarcarien en la seva tercera i última gira oficial de concerts en suport de l'àlbum. El grup va llançar el segon senzill de l'àlbum, titulat He Like That. El vídeo musical de la cançó va ser llançat el 25 d'agost, i com a senzill per a la ràdio el 19 de setembre. El grup va interpretar el seu senzill de l'àlbum per a Good Morning America i The Late Late Show with James Corden.

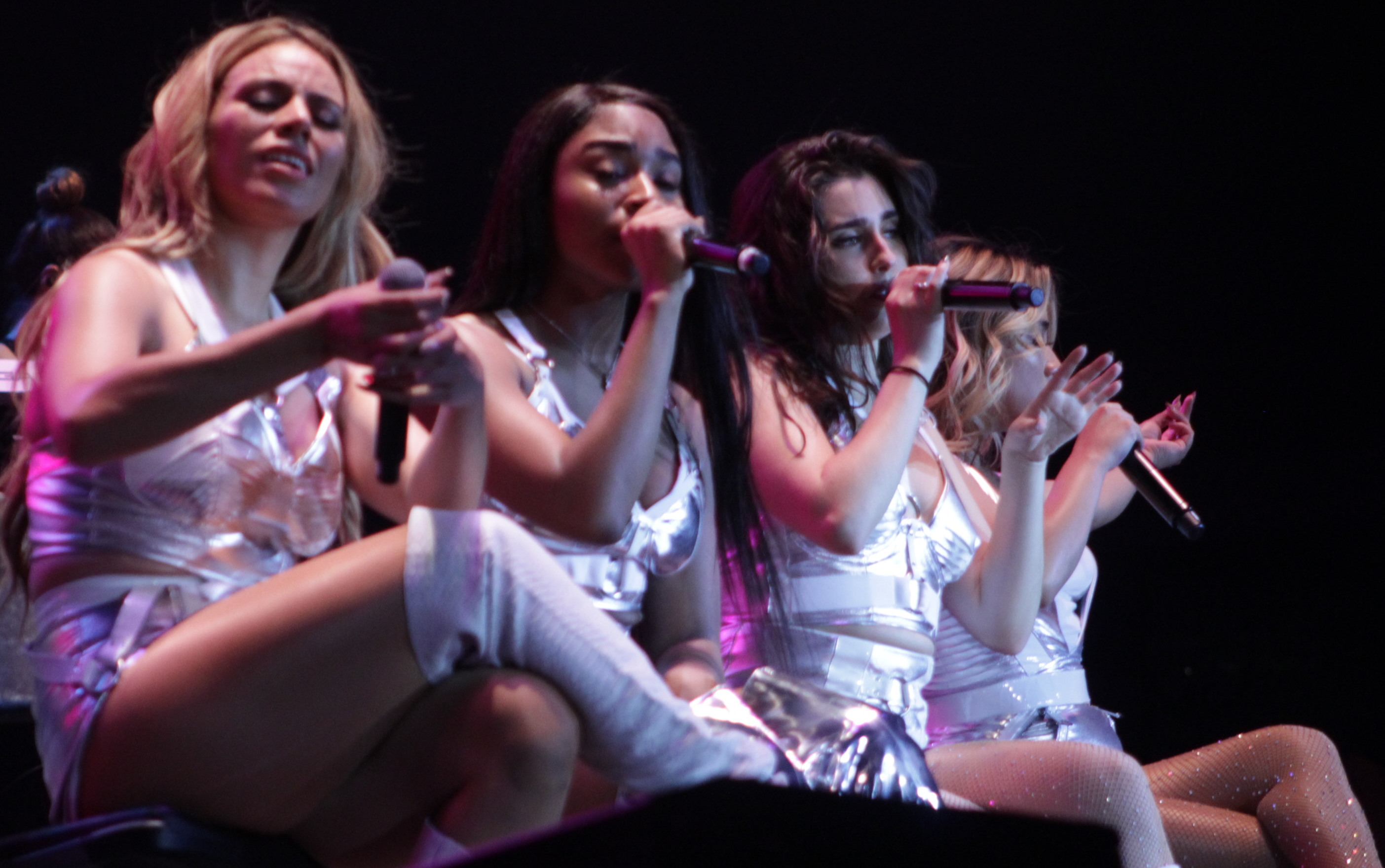
Fifth Harmony actuant a la gira de PSA el setembre de 2017

Fifth Harmony es va fer càrrec de TRL interpretant dues cançons He Like That i Don't Say You Love Me. El grup va gravar la cançó, Can You See, per a la pel·lícula bíblica d'animació per ordinador The Star. L'àlbum de la banda sonora de The Star es va publicar el 24 d'octubre. El 26 d'octubre van llançar Por Favor, un duet amb el raper Pitbull, com a tercer senzill de la reedició d'Spotify de l'àlbum i el van interpretar als Premis de la Música Llatinoamericana 2017. El grup va interpretar la seva cançó, Can You See per a The Wonderful World of Disney: Magical Holiday Celebration el 30 de novembre. Van tornar a interpretar la cançó per al Showtime a l'especial de Nadal d'Apollo organitzat per Steve Harvey el 14 de desembre. El grup va començar la seva gira PSA el 29 de setembre a Santiago, Xile, amb Becky G com a telonera a diversos països llatinoamericans, inclosos Mèxic i Argentina. Elst Kings també tenia previst donar suport al grup en les seves dates de gira a Austràlia abans que es cancel·lessin les dates. El grup va interpretar el seu senzill Por Favor amb Pitbull al Showtime a l'espectacle Apollo organitzat per Steve Harvey l'1 de març de 2018.
El 19 de març de 2018, el grup va prendre la decisió de fer una pausa indefinida per seguir projectes en solitari. Abans de la seva pausa, el grup va completar una darrera sèrie d'espectacles i va llançar un vídeo musical per a la seva cançó Don't Say You Love Me. A partir de gener de 2019, tots els membres han llançat senzills en solitari.

## Impacte i influència
Fifth Harmony ha estat denominat el grup de noies més gran de la dècada del 2010 per Billboard, el grup de noies d'estrena d'Amèrica per Vulture, els abanderats actuals de l'èxit del grup de noies per Gold Derby, i el grup de noies més gran d'una generació de The Recording Academy. L'èxit de Fifth Harmony es va comparar amb l'impacte que van tenir les Spice Girls a la dècada de 1990, amb el doblatge de MIC com The Spice Girls of the 21st Century. Fifth Harmony també ha estat conegut com un dels millors grups de noies de tots els temps per la revista US Weekley, el 2022.
L'empresa nord-americana de joguines Mattel va produir nines de celebritats amb temàtica Barbie modelades segons cada membre del grup. El grup ha aparegut a la llista de Spotify dels 10 artistes més influents menors de 25 anys (2015), així com a la llista de 21 menors de 21 de Billboard tres vegades (2014, 2015, 2016), inclosa la classificació al capdamunt de la llista el 2016. Aquell mateix any, es van convertir en el primer acte femení a ser coronat com a Superestrella d'estiu més calenta d'MTV amb més de 67 milions de vots, superant per poc a Beyoncé. A més, Fifth Harmany va actuar dues vegades per a l'expresident dels Estats Units Barack Obama, durant el seu mandat a la Casa Blanca. També tenen el títol de grup de noies més venut de la seva generació.
L'escriptor Jason Lipshutz de Billboard, va escriure que el grup «va animar les dones joves a adoptar l'autocura i la confiança amb una eficàcia que pocs altres artistes pop han pogut igualar aquesta dècada... Fifth Harmony va representar molt més que un grapat d'èxits per una generació jove d'oients de música. Eren importants, i ho faran durant molt de temps».
Fifth Harmony es va destacar per les seves cançons sobre temes com el feminisme, l'apoderament femení, la positivitat corporal i la diversitat entre els membres que sovint utilitzaven per potenciar el seu públic femení. La membre Lauren va subratllar que «Tenim una energia tan única i tan intensa sobre nosaltres, i és a causa de la quantitat de poder que tenim en nosaltres com a individus, de confiar, d'aprofitar aquest poder i de voler compartir-ho amb altres dones».
Fifth Harmony va estar involucrada en un conflicte durant molt de temps amb el seu ex segell per presumptes maltractaments i la propietat de la seva música, en una entrevista amb el membre de Billboard Lauren va expressar que
| « | Hem posat sang, suor i llàgrimes, i els aniversaris i els funerals que ens vam perdre, en aquesta cosa, són els nostres mitjans de vida i les nostres famílies, aquest és el tren, i ara dius: «El conductor ho farà amb les brases, o ens quedem aquí per morir?» | » |

El 2015, el grup va contactar amb un advocat musical que va ajudar a transferir la marca registrada de Fifth Harmony de Simon Cowell als seus membres, convertint-se en els propietaris totals d'aquesta.
El 2016, el periodista Hugh McIntyre de Forbes, va declarar «És segur dir que Fifth Harmony no té cap competència real que valgui la pena parlar al carril del grup de noies». The Daily Trojan va afirmar que «Fifth Harmony es va establir com el grup de noies més popular de la nova generació, un buit que calia omplir desesperadament després de la dissolució de les Pussycat Dolls i Danity Kane. Les noies van trobar el seu lloc: dones de color empoderades. que no es va defugir de la sexualitat, el feminisme o l'èxit. Les seves cançons van ressonar amb dinamisme i ferocitat, i el seu talent vocal brillava en cada èxit».

## Membres
- Allyson Brooke Hernández (7 de juliol de 1993)
- Normani Kordei Hamilton (31 de maig de 1996).
- Lauren Michelle Jauregui (27 de juny de 1996)
- Dinah Jane Hansen (22 de juny de 1997).

## Ex membres
- Karla Camila Cabello (3 de març de 1997).

## Discografia

### Extencions
| Títol                         | Detalls de l'àlbum                                                                                      |                 | |
| Títol                         | Detalls de l'àlbum                                                                                      | Better Togehter | Publicat: 22 d'octubre de 2013 Discogràfica: Epic Records,Syco Music Formats: EP, Descarga digital |
| ----------------------------- | --- | --------------- | -------------------------------------------------------------------------------------------------- |
| Juntos                        | Publicat: 8 de novembre de 2013 Discogràfica: Epic Records,Syco Music Formats: EP, Descàrrega digital   |                 | |
| Juntos (Acoustic)             | Publicat: 8 de novembre de 2013 Discogràfica: Epic Records, Syco Music Formats: EP, Descàrrega digital  |                 | |
| Better Together (Acoustic)    | Publicat: 15 de novembre de 2013 Discogràfica: Epic Records, Syco Music Formats: EP, Descàrrega digital |                 | |
| Better Together (The Remixes) | Publicato: 25 de novembre de 2013 Discogràfica: Epic Records, Syco Music Formats: Descàrrega digital    |                 | |

### Senzills
| Any  | Títol             |
| ---- | ----------------- |
| 2013 | «Miss Movin' On»  |
| 2013 | «Me And My Girls» |
| 2014 | «Bo$$»            |

### Altres cançons en llistes
| Títol         | Any  | Millor posició    | Millor posició | Millor posició         | Millor posició      | Àlbum           |
| Títol         | Any  | Heatseekers Songs | Digital songs  | Bubbling Under Hot 100 | Radio Disney Top 30 | Àlbum           |
| ------------- | ---- | ----------------- | -------------- | ---------------------- | ------------------- | --------------- |
| Me & My Girls | 2013 | 17                | 53             | 4                      | 7                   | Better Together |

### Altres cançons
| Any  | Cancó                | Nota                                   |
| ---- | -------------------- | -------------------------------------- |
| 2013 | Miss Movin' On       | Versión en spanglish de Miss Movin' On |
| 2014 | Anything is Possible | Tema para Barbie                       |

## Filmografia
Web shows
| Any | Títol | Paper | Què és? | 2014-Presente | Fifth Harmony Takeover | Elles matèixes | Web-serie documental |

## Premis i nominacions
| Any                       | Premi                                           | Categoría                         | Treball                        | Resultat    |
| ------------------------- | ----------------------------------------------- | --------------------------------- | ------------------------------ | ----------- |
| 2013                      | VEVO Lift                                       | Artista VEVO Lift                 | Fifth Harmony                  | Guanyadores |
| 2013                      | YouTube Music Awards                            | Revelació de l'any                | Boyce Avenue ft. Fifth Harmony | Nominades   |
| 2014                      | Shorty Awards                                   | Millor banda en loes reds socials | Fifth Harmony                  | Guanyadores |
| Radio Disney Music Awards | Millor canció per a roquejar amb els teus amics | Me & My Girls                     | Guanyadores                    |             |
| Radio Disney Music Awards | Artista d'èxit de l'any                         | Fifth Harmony                     | Guanyadores                    |             |
| Teen Choice Awards        | Choice Single Group                             | Bo$$                              | Guanyadores                    |             |
| Teen Choice Awards        | Choice Music Group                              | Fifth Harmony                     | Nominades                      |             |
| Teen Choice Awards        | Choice Break-Up Song                            | Miss Movin' On                    | Nominades                      |             |
| Teen Choice Awards        | Choice Music: Breakout Group                    | Fifth Harmony                     | Nominades                      |             |
| Teen Choice Awards        | Choice Summer Music Star: Group                 | Fifth Harmony                     | Nominades                      |             |
| Teen Choice Awards        | Choice Fanatic Fans                             | #Harmonizers                      | Nominades                      |             |
| MTV Video Music Awards    | Artist To Watch                                 | Miss Movin' On                    | Guanyadores                    |             |

## Gires
Tours propis
- 2013: Harmonize America Mall Tour

- 2013: Fifth Harmony 2013 Tour
- 2014: The Worst Kept Secret Tour
- 2014: Fifth Times A Charm Tour
- 2015: The Reflection Tour
- 2015: Reflection: The Summer Tour
- 2015: Reflection: The European Tour

Teloners
- 2013: I Wish Tour (América del Norte) - Cher Lloyd
- 2014: Neon Lights Tour (América del Norte) - Demi Lovato
- 2014: Live on Tour (América del Norte) - Austin Mahone
- 2015: 1989 World Tour (14/08) (Santa Clara, California, EU, América del Norte) - Taylor Swift